# Detroit Pistons
Detroit Pistons – amerykański klub koszykarski, mający siedzibę w Detroit w stanie Michigan. Występują w Dywizji Centralnej, Konferencji Wschodniej w National Basketball Association (NBA). Pistons siedmiokrotnie grali w Finale NBA, trzy razy zdobywając mistrzostwo (1989, 1990, 2004).
Nazwa „Tłoki” nawiązuje do największej branży w Detroit – przemysłu samochodowego.

## Historia
Założony w 1941 roku w Fort Wayne w stanie Indiana przez producenta tłoków Freda Zollnera. Początkowo występujący w NBL (mistrzostwo w 1944 i 1945 roku), a od 1948 roku w BAA. Rok później doszło do połączenia obydwu lig, które utworzyły National Basketball Association. W 1957 roku Zollner zdecydował się przenieść zespół do Detroit w stanie Michigan, co było dobrym ruchem finansowym, lecz nie sportowym. W ciągu następnych 27 lat Pistons tylko trzykrotnie awansowali do rozgrywek posezonowych, tzw. play-offs, mimo że w ich składzie znajdowały się tacy zawodnicy jak Dave DeBusschere, Dave Bing, Jimmy Walker i Bob Lanier.
Bill Simmons w 'Wielkiej Księdze Koszykówki' wymienia najmocniejsze jego zdaniem zespoły w historii NBA. Detroit Pistons z sezonu 1988-89 dziennikarz Simmons umieszcza na 4. pozycji. Wszechstronność i twardość w grze, fizyczność i zaangażowanie to cechy charakterystyczne zespołu Chucka Daly. Wiele z osiągnięć Detroit Pistons opartych było na metodach makiawelicznych. Zastraszanie i determinacja, żeby zrobić wszystko, by wygrać, jak celowość nadepnięcia na złamaną stopę McHale'a, czego Rick Mahorn dopuszczał się wielokrotnie w trakcie play-off. Niszczenie psychiczne przeciwnika, czego nie zdołał skopiować Pat Riley w New York Knicks. Detroit Pistons przyczyniło się do zmiany przepisów gry, do nakładania kar przez NBA za bójki i zastraszanie. 
W 1974 roku nowym właścicielem został William „Bill” Davidson, który niezadowolony z lokalizacji w centrum Detroit postanowił przenieść klub do pobliskiego Pontiac. Po zatrudnieniu w 1979 roku Jacka McCloskeya na stanowisku generalnego menedżera „Tłoki” zaczęły budowę mistrzowskiego składu. W 1983 roku do zespołu dołączył trener Chuck Daly, który co roku awansował do rozgrywek posezonowych. „Trader Jack” w ciągu 13 lat pracy zbudował zespół bez znanych nazwisk, bo wielu znanych zawodników nie chciało grać w Detroit, dlatego stawiał na młodych i utalentowanych m.in. Isiaha Thomasa, Joe Dumarsa, Billa Laimbeera, Dennisa Rodmana i Vinniego Johnsona. Tak zaczęła się era „Bad Boys”, czyli grających fizycznie i nastawionych na obronę Pistons.

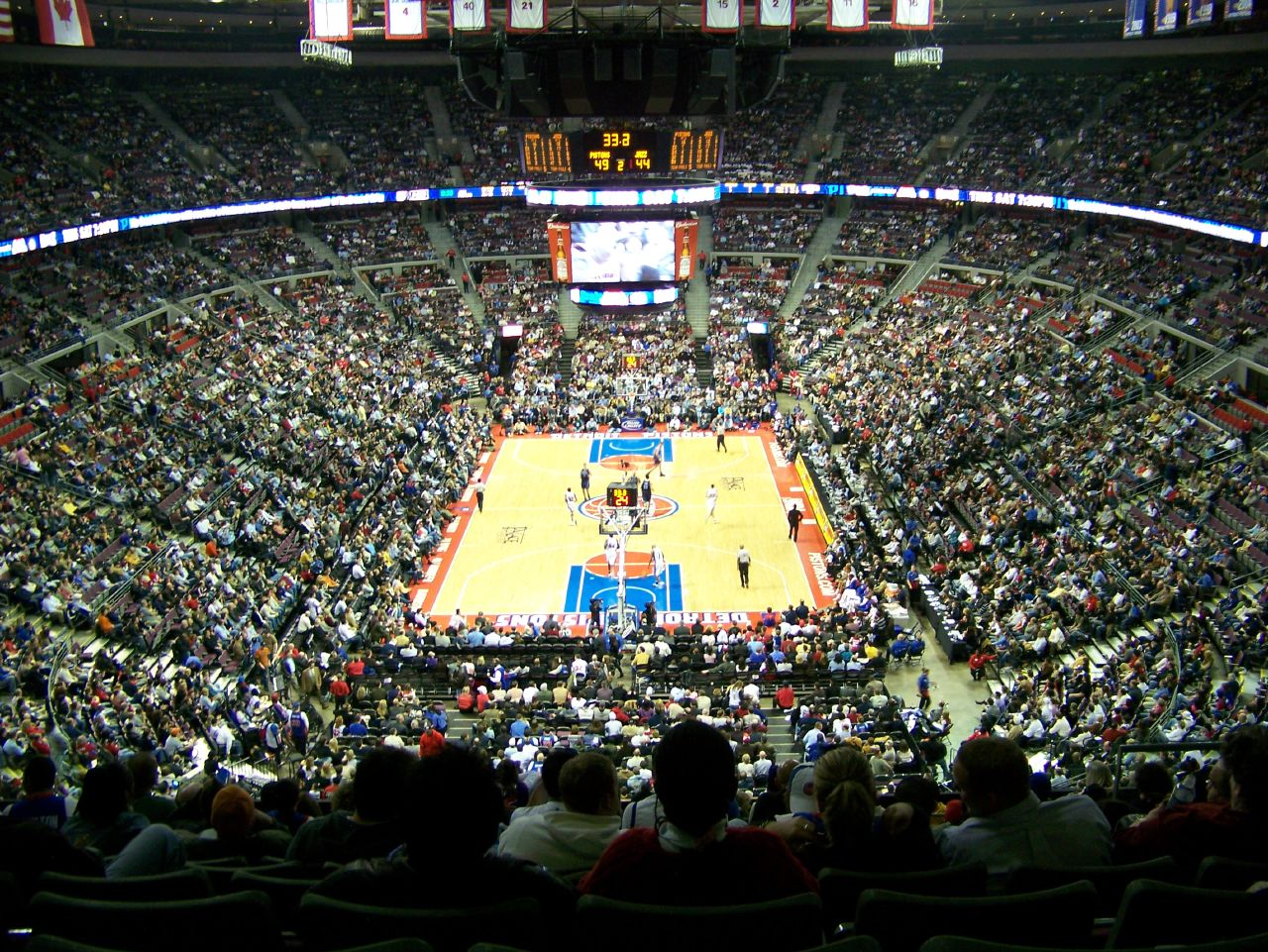
Arena Tłoków – Palace of Auburn Hills.

Przed sezonem 1988-89 wyprowadzili się do hali The Palace of Auburn Hills, by właśnie tam kilka miesięcy później świętować zdobycie pierwszego mistrzostwa NBA (4-0 z Lakers). Rok później pokonali w finale Portland Trail Blazers 4-1, stając się dopiero trzecim zespołem w historii ligi, który sięgnął po tytuł mistrza ligi sezon po sezonie. Wcześniej dokonali tego w NBA tylko Boston Celtics i Los Angeles Lakers.

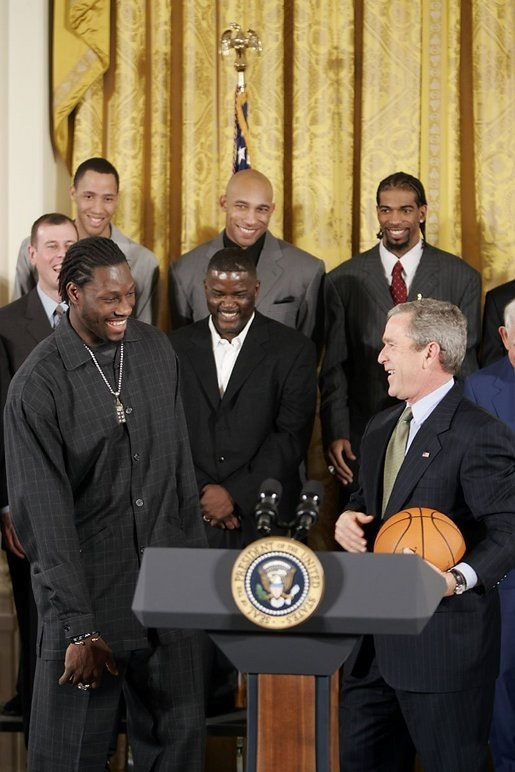
Prezydent George W. Bush podejmuje mistrzowską drużynę Pistons.

Po nieudanym eksperymencie z budowaniem zespołu wokół Granta Hilla w drugiej połowie lat 90., w 2000 roku Joe Dumars – już jako generalny menedżer – wrócił do koncepcji McCloskeya. Zbudował zespół w oparciu o niechcianych w innych klubach zawodników (Chauncey Billups, Rip Hamilton, Ben Wallace, Rasheed Wallace), co zaprocentowało w 2004 roku kolejnym mistrzostwem. Niemal przez dekadę Pistons dominowali na Wschodzie NBA, sześć razy z rzędu awansując do Finału Konferencji.
W 2009 roku zmarł właściciel Bill Davidson, a jego żona Karen zdecydowała się sprzedać jego ukochany klub. W 2011 roku odkupił go za 325 mln $ prezes Platinum Equity – Tom Gores.
W sezonie 2023/2024 Detroit Pistons zaliczyli najgorszy sezon ze wszystkich, które rozegrali w lidze NBA. Niekorzystne decyzje podejmowane przez włodarzy klubu na przestrzeni kilkunastu ostatnich lat spowodowały, że zespół znalazł się nisko, na 15. lokacie Konferencji Wschodniej. 

## Zawodnicy

### Kadra w sezonie 2023/24
Stan na 3 marca 2024
| Nr | Poz. | Nar.              | Nazwisko i imię    | Data urodzenia | Wzrost | Masa ciała |
| -- | ---- | ----------------- | ------------------ | -------------- | ------ | ---------- |
| 27 | SG   | Stany Zjednoczone | Boeheim, Buddy     | 1999-11-11     | 196 cm | 93 kg      |
| 7  | SF   | Stany Zjednoczone | Brown, Troy        | 1999-07-28     | 201 cm | 98 kg      |
| 2  | PG   | Stany Zjednoczone | Cunningham, Cade   | 2001-09-25     | 198 cm | 100 kg     |
| 0  | C    | Stany Zjednoczone | Duren, Jalen       | 2003-11-18     | 208 cm | 113 kg     |
| 18 | SF   | Wielka Brytania   | Evbuomwan, Tosan   | 2001-02-16     | 201 cm | 98 kg      |
| 14 | PG   | Stany Zjednoczone | Flynn, Malachi     | 1998-05-09     | 185 cm | 84 kg      |
| 19 | SF   | Włochy            | Fontecchio, Simone | 1995-12-09     | 201 cm | 95 kg      |
| 31 | SG   | Francja           | Fournier, Evan     | 1992-10-29     | 198 cm | 93 kg      |
| 67 | C    | Stany Zjednoczone | Gibson, Taj        | 1985-06-25     | 206 cm | 105 kg     |
| 24 | SG   | Stany Zjednoczone | Grimes, Quentin    | 2000-05-08     | 196 cm | 95 kg      |
| 23 | SG   | Stany Zjednoczone | Ivey, Jaden        | 2002-02-13     | 193 cm | 88 kg      |
| 8  | SG   | Stany Zjednoczone | Rhoden, Jared      | 1999-08-27     | 196 cm | 95 kg      |
| 25 | SG   | Stany Zjednoczone | Sasser, Marcus     | 2000-09-21     | 188 cm | 88 kg      |
| 28 | PF   | Stany Zjednoczone | Stewart, Isaiah    | 2001-05-22     | 203 cm | 113 kg     |
| 9  | SG   | Stany Zjednoczone | Thompson, Ausar    | 2003-01-30     | 198 cm | 93 kg      |
| 17 | SG   | Stany Zjednoczone | Umude, Stanley     | 1999-04-12     | 198 cm | 95 kg      |
| 13 | C    | Stany Zjednoczone | Wiseman, James     | 2001-03-31     | 211 cm | 109 kg     |

Trener:  Monty Williams
 Asystenci: Mark Bryant • Dan Burke • Jarrett Jack • Brian Randle • Spencer Rivers • Steve Scalzi • Stephen Silas

## Trenerzy
| - Carl Bennett 1948–1949 - Curly Armstrong 1949 - Murray Mendenhall 1949–1951 - Paul Birch 1951–1954 - Charley Eckman 1954–1958 - Red Rocha 1958–1960 - Dick McGuire 1960–1963 - Charles Wolf 1963–1965 - Dave DeBusschere 1965–1967 - Donnie Butcher 1967–1969 - Paul Seymour 1969 - Butch van Breda Kolff 1969–1971 |  | - Terry Dischinger 1971 - Earl Lloyd 1971–1972 - Ray Scott 1972–1976 - Herb Brown 1975–1978 - Bob Kauffman 1977–1978 - Dick Vitale 1978–1980 - Richie Adubato 1979–1980 - Scotty Robertson 1980–1983 - Chuck Daly 1983–1992 - Ron Rothstein 1992–1993 - Don Chaney 1993–1995 - Doug Collins 1995–1997 |  | - Alvin Gentry 1997–1998 - George Irvine 1999–2000 - Rick Carlisle 2001–2003 - Larry Brown 2003–2005 - Flip Saunders 2005–2008 - Michael Curry 2008–2009 - John Kuester 2009–2011 - Lawrence Frank 2011–2013 - Maurice Cheeks 2013–2014 - Stan Van Gundy 2014–2018 - Dwane Casey 2018–2023 - Monty Williams od 2023 |

## Zastrzeżone numery
| Detroit Pistons – zastrzeżone numery |                   |            |                     |
| Nr.                                  | Imię i nazwisko   | Pozycja    | Lata gry            |
| 1                                    | Chauncey Billups  | PG         | 2002-2008 2013-2014 |
| 2                                    | Chuck Daly²       | Trener     | 1983–1992           |
| 3                                    | Ben Wallace       | C          | 2000–2006 2009–2012 |
| 4                                    | Joe Dumars³       | PG, SG     | 1985–1999           |
| 10                                   | Dennis Rodman     | SF, PF     | 1986–1993           |
| 11                                   | Isiah Thomas      | PG         | 1981–1994           |
| 15                                   | Vinnie Johnson    | SG         | 1981–1991           |
| 16                                   | Bob Lanier        | C          | 1970–80             |
| 21                                   | Dave Bing         | PG, SG     | 1966–75             |
| 32                                   | Rip Hamilton      | SG         | 2002-2011           |
| 40                                   | Bill Laimbeer     | C          | 1982–94             |
| –                                    | William Davidson4 | Właściciel | 1974–2009           |
| –                                    | Jack McCloskey5   | Menedżer   | 1979–92             |

- 1 Obecnie z tym numerem na koszulce występuje Reggie Jackson.
- ² Nigdy nie grał w NBA, numer zastrzeżony w podziękowaniu za dwa mistrzostwa w latach 1989–1990
- ³ W 2000 został menadżerem drużyny.
- 4 Banner z imieniem i nazwiskiem dla uczczenia 35 lat z zespołem.
- 5 Banner z imieniem i nazwiskiem za 13 lat pracy na stanowisku menadżera zespołu.

### Włączeni do Basketball Hall of Fame
- 8 Walt Bellamy
- 21 Dave Bing
- 45 Adrian Dantley
- 22 Dave DeBusschere
- 4 Joe Dumars
- 10 Harry Gallatin
- 8, 17 Bob Houbregs
- 18 Bailey Howell
- 16 Bob Lanier
- 17 Earl Lloyd
- 11 Bob McAdoo
- Bobby McDermott
- 15 Dick McGuire
- 10 Dennis Rodman
- 11 Isiah Thomas
- 12 George Yardley

- trener Larry Brown
- trener Chuck Daly
- trener Dick Vitale

- właściciel William Davidson
- właściciel i założyciel Fred Zollner

## Statystyki

### Statystyczni liderzy NBA
Liderzy strzelców
- Dave Bing – 1968
- George Yardley – 1958

Liderzy w zbiórkach
- Andre Drummond – 2016
- Ben Wallace – 2002–2003
- Dennis Rodman – 1992–1993
- Bill Laimbeer – 1986
- Larry Foust – 1952

Liderzy w asystach
- Isiah Thomas – 1985
- Kevin Porter – 1979

Liderzy w przechwytach
- M.L. Carr – 1979

Liderzy w blokach
- Ben Wallace – 2002

Liderzy w skuteczności rzutów z gry
- Dennis Rodman – 1989
- Larry Foust – 1955

Liderzy w skuteczności rzutów za 3 punkty
- Rip Hamilton – 2006
- José Calderón – 2013

### Liderzy wszech czasów klubu
Sezon regularny
(Stan na 15 lutego 2017, a na podstawie)
| Kategoria                      | Zawodnik       | Statystyki |
| ------------------------------ | -------------- | ---------- |
| Gry                            | Joe Dumars     | 1018       |
| Minuty                         | Isiah Thomas   | 35516      |
| Punkty                         | Isiah Thomas   | 18822      |
| Zbiórki                        | Bill Laimbeer  | 9430       |
| Asysty                         | Isiah Thomas   | 9061       |
| Przechwyty                     | Isiah Thomas   | 1861       |
| Bloki                          | Ben Wallace    | 1486       |
| Straty                         | Isiah Thomas   | 3682       |
| Faule                          | Bill Laimbeer  | 3131       |
| Celne rzuty z gry              | Isiah Thomas   | 7194       |
| Oddane rzuty z gry             | Isiah Thomas   | 15904      |
| Skuteczność rzutów z gry       | Andre Drummond | 54,9       |
| Celne rzuty za 3 punkty        | Joe Dumars     | 990        |
| Oddane rzuty za 3 punkty       | Joe Dumars     | 2592       |
| Skuteczność rzutów za 3 punkty | José Calderón  | 52         |
| Celne rzuty wolne              | Isiah Thomas   | 4036       |
| Oddane rzuty wolne             | Isiah Thomas   | 5316       |
| Skuteczność rzutów wolnych     | Tobias Harris  | 89,7       |
| Średnia punktów                | Bob Lanier     | 22,7       |
| Średnia zbiórek                | Andre Drummond | 12,8       |
| Średnia asyst                  | Kevin Porter   | 10,1       |
| Średnia przechwytów            | M.L. Carr      | 2,1        |
| Średnia bloków                 | Ben Wallace    | 2,3        |

## Nagrody i wyróżnienia

### Sezon
MVP Finałów NBA
- Joe Dumars – 1989
- Isiah Thomas – 1990
- Chauncey Billups – 2004

Obrońca Roku
- Dennis Rodman – 1990, 1991
- Ben Wallace – 2002, 2003, 2005, 2006

Debiutant Roku
- Don Meineke – 1953
- Dave Bing – 1967
- Grant Hill – 1995

Rezerwowy Sezonu
- Corliss Williamson – 2002

NBA IBM Award
- Dennis Rodman – 1992
- Grant Hill – 1997

J. Walter Kennedy Citizenship Award
- Bob Lanier – 1978
- Kent Benson – 1982
- Isiah Thomas – 1987
- Joe Dumars – 1994
- Chauncey Billups – 2008

NBA Sportsmanship Award
- Joe Dumars – 1996

Trener Roku
- Ray Scott – 1974
- Rick Carlisle – 2002

Menedżer Roku
- Joe Dumars – 2003

All-NBA First Team
- Larry Foust – 1955
- George Yardley – 1958
- Gene Shue – 1960
- Dave Bing – 1968, 1971
- Isiah Thomas – 1984, 1985, 1986
- Grant Hill – 1997

All-NBA Second Team
- Fred Schaus – 1950
- Larry Foust – 1952
- George Yardley – 1957
- Gene Shue – 1961
- Bailey Howell – 1963
- Dave DeBusschere – 1969
- Dave Bing – 1974
- Isiah Thomas – 1983, 1987
- Joe Dumars – 1993
- Grant Hill – 1996, 1998, 1999, 2000
- Ben Wallace – 2003, 2004, 2006
- Chauncey Billups – 2006

All-NBA Third Team
- Joe Dumars – 1990, 1991
- Dennis Rodman – 1992
- Ben Wallace – 2002, 2005
- Chauncey Billups – 2007
- Andre Drummond – 2016
- Blake Griffin – 2019

NBA All-Defensive First Team
- Joe Dumars – 1989, 1990, 1992, 1993
- Dennis Rodman – 1989, 1990, 1991, 1992, 1993
- Ben Wallace – 2002, 2003, 2004, 2005, 2006

NBA All-Defensive Second Team
- M.L. Carr – 1979
- Joe Dumars – 1991
- Clifford Robinson – 2002
- Chauncey Billups – 2005, 2006
- Tayshaun Prince – 2005, 2006, 2007, 2008

NBA All-Rookie First Team
- Dave DeBusschere – 1963
- Joe Caldwell – 1965
- Tom Van Arsdale – 1966
- Dave Bing – 1967
- Bob Lanier – 1971
- Terry Tyler – 1979
- Isiah Thomas – 1982
- Kelly Tripucka – 1982
- Joe Dumars – 1986
- Grant Hill – 1995
- Brandon Knight – 2012
- Saddiq Bey – 2021
- Cade Cunningham – 2022

NBA All-Rookie Second Team
- Lindsey Hunter – 1994
- Željko Rebrača – 2002
- Rodney Stuckey – 2008
- Jonas Jerebko – 2010
- Greg Monroe – 2011
- Andre Drummond – 2013
- Kyle Singler – 2013
- Isaiah Stewart – 2021
- Jalen Duren – 2023
- Jaden Ivey – 2023

### NBA All-Star Game
MVP All-Star Game
- Bob Lanier – 1974
- Isiah Thomas – 1984, 1986

MVP Rookie Challenge
- Andre Drummond – 2014

Zwycięzcy Shooting Stars
- Arron Afflalo – 2009
- Bill Laimbeer – 2007, 2009
- Chauncey Billups – 2007

Trenerzy składów All-Star
- Chuck Daly – 1990

Nominowani do All-Star Game
- Larry Foust – 1951–1956
- Fred Schaus – 1951
- Frank Brian – 1952
- Andy Phillip – 1953–1955
- Mel Hutchins – 1954, 1956, 1957
- Jack Molinas – 1954
- George Yardley – 1955–1959
- Gene Shue – 1958–1962
- Dick McGuire – 1958, 1959
- Walter Dukes – 1960, 1961
- Chuck Noble – 1960
- Bailey Howell – 1961–1964
- Don Ohl – 1963, 1964
- Terry Dischinger – 1965
- Eddie Miles – 1966
- Dave DeBusschere – 1966–1968
- Dave Bing – 1968, 1969, 1971, 1973–1975
- Jimmy Walker – 1970, 1972
- Bob Lanier – 1972–1975, 1977–1979
- Curtis Rowe – 1976
- Kelly Tripucka – 1982, 1984
- Isiah Thomas – 1982–1993
- Bill Laimbeer – 1983–1985, 1987
- Joe Dumars – 1990–1993, 1995, 1997
- Dennis Rodman – 1990, 1992
- Grant Hill – 1995–1998, 2000
- Jerry Stackhouse – 2000, 2001
- Ben Wallace – 2003–2006
- Rasheed Wallace – 2006, 2008
- Chauncey Billups – 2006–2008
- Rip Hamilton – 2006–2008
- Allen Iverson – 2009
- Andre Drummond – 2016

Uczestnicy Rookie Challenge
- Lindsey Hunter – 1994
- Mateen Cleaves – 2001
- Željko Rebrača – 2002
- Tayshaun Prince – 2004
- Rodney Stuckey – 2009
- Jonas Jerebko – 2010
- Greg Monroe – 2011, 2012
- Brandon Knight – 2012, 2013
- Andre Drummond – 2013, 2014
- Kentavious Caldwell-Pope – 2015

## Sukcesy
| Tytuł              | Liczba | Rok |
| ------------------ | ------ | --- |
| Mistrz NBA         | 3      | 1989, 1990, 2004 |
| Mistrz Konferencji | 7      | 1955, 1956, 1988, 1989, 1990, 2004, 2005 |
| Mistrz dywizji     | 9      | 1988, 1989, 1990, 2002, 2003, 2005, 2006, 2007, 2008 |
| Występy w play-off | 43     | 1950, 1951, 1952, 1953, 1954, 1955, 1956, 1957, 1958, 1959, 1960, 1961, 1962, 1963, 1968, 1974, 1975, 1976, 1977, 1984, 1985, 1986, 1987, 1988, 1989, 1990, 1991, 1992, 1996, 1997, 1999, 2000, 2002, 2003, 2004, 2005, 2006, 2007, 2008, 2009, 2016, 2019, 2025 |
| Występy w play-in  | 0      | |

## Poszczególne sezony
Na podstawie:. Stan na koniec sezonu 2024/25
| Sezon              | Liga | Konferencja | Poz. w konf. | Dywizja | Poz. w dyw. | Sezon regularny | Sezon regularny | Playoffs |
| Sezon              | Liga | Konferencja | Poz. w konf. | Dywizja | Poz. w dyw. | Wyg.            | Por.            | Playoffs |
| ------------------ | ---- | ----------- | ------------ | ------- | ----------- | --------------- | --------------- | --- |
| Fort Wayne Pistons |      |             |              |         |             |                 |                 | |
| 1948/49            | NBA  | Zachodnia   | 5            | –       | –           | 22              | 38              | |
| 1949/50            | NBA  | Zachodnia   | 4            | –       | –           | 40              | 28              | Wygrana w półfinale Konf. z Rochester Royals (2-0) Porażka w finale Konf. z Minneapolis Lakers (0-2)                                                                                           |
| 1950/51            | NBA  | Zachodnia   | 3            | –       | –           | 32              | 36              | Porażka w półfinale Konf. z Rochester Royals (1-2) |
| 1951/52            | NBA  | Zachodnia   | 4            | –       | –           | 29              | 37              | Porażka w półfinale Konf. z Rochester Royals (0-2) |
| 1952/53            | NBA  | Zachodnia   | 3            | –       | –           | 36              | 33              | Wygrana w półfinale Konf. z Rochester Royals (2-1) Porażka w finale Konf. z Minneapolis Lakers (2-3)                                                                                           |
| 1953/54            | NBA  | Zachodnia   | 3            | –       | –           | 40              | 32              | System kołowy Porażka z Rochester Royals (0-2) Porażka z Minneapolis Lakers (0-2) |
| 1954/55            | NBA  | Zachodnia   | 1            | –       | –           | 43              | 29              | Wygrana w finale Konf. z Minneapolis Lakers (3-1) Porażka w finale NBA z Syracuse Nationals (3-4)                                                                                              |
| 1955/56            | NBA  | Zachodnia   | 1            | –       | –           | 37              | 35              | Wygrana w finale Konf. z Saint Louis Hawks (3-2) Porażka w finale NBA z Philadelphia Warriors (1-4)                                                                                            |
| 1956/57            | NBA  | Zachodnia   | 2            | –       | –           | 34              | 38              | Porażka w półfinale Konf. z Minneapolis Lakers (0-2) |
| Detroit Pistons    |      |             |              |         |             |                 |                 | |
| 1957/58            | NBA  | Zachodnia   | 3            | –       | –           | 33              | 39              | Wygrana w półfinale Konf. z Cincinnati Royals (2-0) Porażka w finale Konf. z Saint Louis Hawks (1-4)                                                                                           |
| 1958/59            | NBA  | Zachodnia   | 3            | –       | –           | 28              | 44              | Porażka w półfinale Konf. z Minneapolis Lakers (1-2) |
| 1959/60            | NBA  | Zachodnia   | 2            | –       | –           | 30              | 45              | Porażka w półfinale Konf. z Minneapolis Lakers (0-2) |
| 1960/61            | NBA  | Zachodnia   | 3            | –       | –           | 34              | 45              | Porażka w półfinale Konf. z Minneapolis Lakers (2-3) |
| 1961/62            | NBA  | Zachodnia   | 3            | –       | –           | 37              | 43              | Wygrana w półfinale Konf. z Cincinnati Royals (3-1) Porażka w finale Konf. z Minneapolis Lakers (2-4)                                                                                          |
| 1962/63            | NBA  | Zachodnia   | 3            | –       | –           | 34              | 46              | Porażka w półfinale Konf. z Saint Louis Hawks (1-3) |
| 1963/64            | NBA  | Zachodnia   | 5            | –       | –           | 23              | 57              | |
| 1964/65            | NBA  | Zachodnia   | 4            | –       | –           | 31              | 49              | |
| 1965/66            | NBA  | Zachodnia   | 5            | –       | –           | 22              | 58              | |
| 1966/67            | NBA  | Zachodnia   | 5            | –       | –           | 30              | 51              | |
| 1967/68            | NBA  | Wschodnia   | 4            | –       | –           | 40              | 42              | Porażka w półfinale Konf. z Boston Celtics (2-4) |
| 1968/69            | NBA  | Wschodnia   | 6            | –       | –           | 32              | 50              | |
| 1969/70            | NBA  | Wschodnia   | 7            | –       | –           | 31              | 51              | |
| 1970/71            | NBA  | Zachodnia   | 6            | Midwest | 4           | 45              | 37              | |
| 1971/72            | NBA  | Zachodnia   | 8            | Midwest | 4           | 26              | 56              | |
| 1972/73            | NBA  | Zachodnia   | 5            | Midwest | 3           | 40              | 42              | |
| 1973/74            | NBA  | Zachodnia   | 4            | Midwest | 3           | 52              | 30              | Porażka w półfinale Konf. z Chicago Bulls (3-4) |
| 1974/75            | NBA  | Zachodnia   | 5            | Midwest | 3           | 40              | 42              | Porażka w 1. rundzie z Seattle SuperSonics (1-2) |
| 1975/76            | NBA  | Zachodnia   | 5            | Midwest | 2           | 36              | 46              | Wygrana w 1. rundzie z Milwaukee Bucks (2-1) Porażka w półfinale Konf. z Golden State Warriors (2-4)                                                                                           |
| 1976/77            | NBA  | Zachodnia   | 5            | Midwest | 2           | 44              | 38              | Porażka w 1. rundzie z Golden State Warriors (1-2) |
| 1977/78            | NBA  | Zachodnia   | 9            | Midwest | 4           | 38              | 44              | |
| 1978/79            | NBA  | Wschodnia   | 9            | Central | 5           | 30              | 52              | |
| 1979/80            | NBA  | Wschodnia   | 11           | Central | 6           | 16              | 66              | |
| 1980/81            | NBA  | Wschodnia   | 11           | Central | 6           | 21              | 61              | |
| 1981/82            | NBA  | Wschodnia   | 7            | Central | 3           | 39              | 43              | |
| 1982/83            | NBA  | Wschodnia   | 8            | Central | 3           | 37              | 45              | |
| 1983/84            | NBA  | Wschodnia   | 4            | Central | 2           | 49              | 33              | Porażka w 1. rundzie z New York Knicks (2-3) |
| 1984/85            | NBA  | Wschodnia   | 4            | Central | 2           | 46              | 36              | Wygrana w 1. rundzie z New Jersey Nets (3-0) Porażka w półfinale Konf. z Boston Celtics (2-4)                                                                                                  |
| 1985/86            | NBA  | Wschodnia   | 5            | Central | 3           | 46              | 36              | Porażka w 1. rundzie z Atlanta Hawks (1-3) |
| 1986/87            | NBA  | Wschodnia   | 3            | Central | 2           | 52              | 30              | Wyrana w 1. rundzie z Washington Bullets (3-0) Wygrana w półfinale Konf. z Atlanta Hawks (4-1) Porażka w finale Konf. z Boston Celtics (3-4)                                                   |
| 1987/88            | NBA  | Wschodnia   | 2            | Central | 1           | 54              | 28              | Wygrana w 1. rundzie z Washington Bullets (3-2) Wygrana w półfinale Konf. z Chicago Bulls (4-1) Wygrana w finale Konf. z Boston Celtics (4-2) Porażka w finale NBA z Los Angeles Lakers (3-4)  |
| 1988/89            | NBA  | Wschodnia   | 1            | Central | 1           | 63              | 19              | Wygrana w 1. rundzie z Boston Celtics (3-0) Wygrana w półfinale Konf. z Milwaukee Bucks (4-0) Wygrana w finale Konf. z Chicago Bulls (4-2) Wygrana w finale NBA z Los Angeles Lakers (4-0)     |
| 1989/90            | NBA  | Wschodnia   | 1            | Central | 1           | 59              | 23              | Wygrana w 1. rundzie z Indiana Pacers (3-0) Wygrana w półfinale Konf. z New York Knicks (4-1) Wygrana w finale Konf. z Chicago Bulls (4-3) Wygrana w finale NBA z Portland Trail Blazers (4-1) |
| 1990/91            | NBA  | Wschodnia   | 3            | Central | 2           | 50              | 32              | Wygrana w 1. rundzie z Atlanta Hawks (3-2) Wygrana w półfinale Konf. z Boston Celtics (4-2) Porażka w finale Konf. z Chicago Bulls (0-4)                                                       |
| 1991/92            | NBA  | Wschodnia   | 5            | Central | 3           | 48              | 34              | Porażka w 1. rundzie z New York Knicks (2-3) |
| 1992/93            | NBA  | Wschodnia   | 10           | Central | 6           | 40              | 42              | |
| 1993/94            | NBA  | Wschodnia   | 14           | Central | 6           | 20              | 62              | |
| 1994/95            | NBA  | Wschodnia   | 12           | Central | 7           | 28              | 54              | |
| 1995/96            | NBA  | Wschodnia   | 7            | Central | 5           | 46              | 36              | Porażka w 1. rundzie z Orlando Magic (0-3) |
| 1996/97            | NBA  | Wschodnia   | 5            | Central | 4           | 54              | 28              | Porażka w 1. rundzie z Atlanta Hawks (2-3) |
| 1997/98            | NBA  | Wschodnia   | 11           | Central | 6           | 37              | 45              | |
| 1998/99            | NBA  | Wschodnia   | 5            | Central | 3           | 29              | 21              | Porażka w 1. rundzie z Atlanta Hawks (2-3) |
| 1999/00            | NBA  | Wschodnia   | 7            | Central | 5           | 42              | 40              | Porażka w 1. rundzie z Miami Heat (0-3) |
| 2000/01            | NBA  | Wschodnia   | 10           | Central | 5           | 32              | 50              | |
| 2001/02            | NBA  | Wschodnia   | 2            | Central | 1           | 50              | 32              | Wygrana w 1. rundzie z Toronto Raptors (3-2) Porażka w półfinale Konf. z Boston Celtics (1-4)                                                                                                  |
| 2002/03            | NBA  | Wschodnia   | 1            | Central | 1           | 50              | 32              | Wygrana w 1. rundzie z Orlando Magic (4-3) Wygrana w półfinale Konf. z Philadelphia 76ers (4-2) Porażka w finale Konf. z New Jersey Nets (0-4)                                                 |
| 2003/04            | NBA  | Wschodnia   | 3            | Central | 2           | 54              | 28              | Wygrana w 1. rundzie z Milwaukee Bucks (4-1) Wygrana w półfinale Konf. z New Jersey Nets (4-3) Wygrana w finale Konf. z Indiana Pacers (4-2) Wygrana w finale NBA z Los Angeles Lakers (4-1)   |
| 2004/05            | NBA  | Wschodnia   | 2            | Central | 1           | 54              | 28              | Wygrana w 1. rundzie z Philadelphia 76ers (4-1) Wygrana w półfinale Konf. z Indiana Pacers (4-2) Wygrana w finale Konf. z Miami Heat (4-3) Porażka w finale NBA z San Antonio Spurs (3-4)      |
| 2005/06            | NBA  | Wschodnia   | 1            | Central | 1           | 64              | 18              | Wygrana w 1. rundzie z Milwaukee Bucks (4-1) Wygrana w półfinale Konf. z Cleveland Cavaliers (4-3) Porażka w finale Konf. z Miami Heat (2-4)                                                   |
| 2006/07            | NBA  | Wschodnia   | 1            | Central | 1           | 53              | 29              | Wygrana w 1. rundzie z Orlando Magic (4-0) Wygrana w półfinale Konf. z Chicago Bulls (4-2) Porażka w finale Konf. z Cleveland Cavaliers (2-4)                                                  |
| 2007/08            | NBA  | Wschodnia   | 2            | Central | 1           | 59              | 23              | Wygrana w 1. rundzie z Philadelphia 76ers (4-2) Wygrana wpółfinale Konf. z Orlando Magic (4-1) Porażka w finale Konf. z Boston Celtics (2-4)                                                   |
| 2008/09            | NBA  | Wschodnia   | 8            | Central | 3           | 39              | 43              | Porażka w 1. rundzie z Cleveland Cavaliers (0-4) |
| 2009/10            | NBA  | Wschodnia   | 12           | Central | 5           | 27              | 55              | |
| 2010/11            | NBA  | Wschodnia   | 11           | Central | 4           | 30              | 52              | |
| 2011/12            | NBA  | Wschodnia   | 10           | Central | 4           | 25              | 41              | |
| 2012/13            | NBA  | Wschodnia   | 11           | Central | 4           | 29              | 53              | |
| 2013/14            | NBA  | Wschodnia   | 11           | Central | 4           | 29              | 53              | |
| 2014/15            | NBA  | Wschodnia   | 12           | Central | 5           | 32              | 50              | |
| 2015/16            | NBA  | Wschodnia   | 8            | Central | 3           | 44              | 38              | Porażka w 1. rundzie z Cleveland Cavaliers (0-4) |
| 2016/17            | NBA  | Wschodnia   | 10           | Central | 5           | 37              | 45              | |
| 2017/18            | NBA  | Wschodnia   | 9            | Central | 4           | 39              | 43              | |
| 2018/19            | NBA  | Wschodnia   | 8            | Central | 3           | 41              | 41              | Porażka w 1. rundzie z Milwaukee Bucks (0-4) |
| 2019/20            | NBA  | Wschodnia   | 13           | Central | 4           | 20              | 46              | |
| 2020/21            | NBA  | Wschodnia   | 15           | Central | 5           | 20              | 52              | |
| 2021/22            | NBA  | Wschodnia   | 14           | Central | 5           | 23              | 59              | |
| 2022/23            | NBA  | Wschodnia   | 15           | Central | 5           | 17              | 65              | |
| 2023/243           | NBA  | Wschodnia   | 15           | Central | 5           | 14              | 68              | |
| 2024/25            | NBA  | Wschodnia   | 6            | Central | 4           | 44              | 38              | Porażka w 1. rundzie z New York Knicks (2-4) |